# Wilhelm Knechtel
Wilhelm Knechtel (n. 13 august 1837, Nový Bor⁠(d), Liberec, Cehia – d. 22 octombrie 1924, București, România) a fost un horticultor, entomolog, botanist și numismat român de origine germană. A contribuit semnificativ la modernizarea spațiilor verzi din București și la dezvoltarea horticulturii și entomologiei agricole în România, fiind considerat fondatorul entomologiei agricole românești.

## Biografie

### Educație
Wilhelm Knechtel s-a născut într-o familie de coloniști germani din Pici, Cehoslovacia. A urmat studiile liceale în localitatea natală, iar în 1853 s-a înscris la Universitatea din Praga, unde a studiat botanica, absolvind în 1856. Ulterior, și-a aprofundat studiile în horticultură peisageră și botanică, o specializare de mare interes în acea perioadă.

### Carieră profesională
În 1858, Knechtel a fost angajat la Serviciul Parcurilor din Praga, unde a contribuit la înființarea Grădinii Botanice, una dintre cele mai renumite din Europa la acea vreme. Datorită competențelor sale, a fost numit arhitect peisagist al arhiducelui Maximilian de Austria, proiectând grădinile castelului Miramare de pe coasta Adriaticii. În 1864, l-a însoțit pe Maximilian în Mexic, unde a realizat grădinile peisagere ale Castelului Chapultepec. După detronarea lui Maximilian în 1867, Knechtel a revenit în Europa și a lucrat la grădina castelului Lacroma.
În 1870 a fost recomandat regelui Carol I al României, fiind numit director al grădinilor de la Cotroceni și al proprietăților Casei Regale. Ulterior, a ocupat funcția de șef al grădinilor publice din București (1875–1919), modernizând spațiile verzi ale capitalei. Din 1878, a predat horticultura și entomologia la Școala Centrală de Agricultură de la Herăstrău, contribuind la formarea a 33 de generații de agronomi.

## Contribuții științifice

### Horticultură peisageră
Knechtel a proiectat și realizat numeroase grădini peisagere în România, printre care grădinile Castelului Peleș, Parcul Știrbei din Buftea, Parcul Vasile Lascăr din Darabani și Parcul Spitalului Militar Central din București. A modernizat grădinile publice din București, precum Grădina Cișmigiu și Parcul Carol I, contribuind la renumele orașului de „micul Paris”.web:16⁊

### Entomologie agricolă
A pus bazele entomologiei agricole în România, fiind fondatorul primului curs de entomologie pentru studenții agronomi. A colaborat cu Ministerul Agriculturii pentru combaterea filoxerei viilor, participând la prima comisie de depistare a acesteia (1882–1895). A publicat lucrarea de referință *Insectele vătămătoare din România și mijloacele de combatere a lor* (1909), care include descrieri detaliate ale dăunătorilor, biologia acestora și metodele de combatere, bazate pe observații personale și rapoarte oficiale.web:16⁊

### Educație
Ca profesor la Școala Centrală de Agricultură de la Herăstrău, a predat horticultura, entomologia și viticultura, formând generații de agronomi de renume, precum Traian Săvulescu și K.W. Knechtel. Cursurile sale, precum *Cursul de Entomologie* (1909), au adus standardele europene în învățământul agricol românesc.

## Activitate non-științifică

### Numismatică
Knechtel a fost un pasionat colecționar de antichități, contribuind la îmbogățirea patrimoniului numismatic românesc. A publicat lucrări precum *O inscripție inedită* (1913), despre o placă de marmură descoperită la Constanța, și *Plumburi bizantine* (1915), în care descrie 48 de sigilii, bule și tessere găsite în Dobrogea, inclusiv o frescă cu literele TOM (Tomis) și ICT (Istros).

## Lucrări
- Grădinile peisagere, Tip. Gutenberg, București, 1899
- Trandafirul, Tip. Ziarului Cronica, București, 1905
- Cursul de Entomologie (împreună cu K.W. Knechtel), București, 1909
- Insectele vătămătoare din România și mijloacele de combatere a lor, Albert Baer, București, 1909
- O inscripție inedită, 1913
- Plumburi bizantine, 1915

## Premii și recunoaștere
- Cavaler al Ordinului Coroanei României (17 ianuarie 1883) web:0⁊
- Omagiu postum pentru contribuțiile sale la horticultură și entomologie, Academia Română (2002)

## In memoriam
Wilhelm Knechtel a murit în 1924 și a fost înmormântat în Cimitirul Luteran din București. Opera sa rămâne un pilon al horticulturii și entomologiei agricole românești, iar contribuțiile sale în numismatică îmbogățesc patrimoniul cultural național.web:1⁊